# Ямпільський район (Сумська область)
Я́мпільський райо́н — колишня адміністративно-територіальна одиниця, що розташовувалася у поліській зоні, в північній частині Сумської області.

## Загальні дані
Межує із Глухівським, Шосткинським, Середино-Будським районами Сумської області, а також з Севським районом Брянської області Російської Федерації. Загальна площа — 943,5 км².
Районом протікають річки: Шостка, Івотка, Бичиха, Кремля, Журавель, Шиїнка, Свіса, Муравейня, Ходуля, Смолянка, Пітушок, Усок, Ларионівка, Янівка, Косичиха.
Районний центр — селище міського типу Ямпіль, розташоване за 6 км від залізничної станції Янпіль і за 180 км від обл. центру, на р. Студенок та Івотка (остання — притока річки Десна, басейн Дніпра).
Ямпільський район — мальовнича місцевість з глибокими культурно-історичними традиціями, своєрідним ландшафтом і значними природними ресурсами: торф, біла, сіра та червона глина високої якості — придатна для виготовлення цегли, гончарних виробів.

## Географія та господарство
Територія нинішньої Ямпільщини являла собою суцільну рівнину, тому найдавніші поселення виникали між річками та болотами, які служили захистом для тутешніх поселенців. Саме в цей час в лісах будуються перші «буди» і «гути», де місцеві жителі виготовляли дьоготь, поташ та скляні вироби. І сьогодні на півночі області існують населені пункти, до назви яких входять слова та словосполучення тих часів: Стара Гута, Гутка, Марчихина Буда, Середина—Буда. Ремісництво у феодальні часи поширюється в Ямполі, Орлівці: ткацтво, бондарство, виготовлення вовняних робів. Це сприяло розвиткові торгівлі. На ярмарках, здебільшого, продавали й купували товари натурального господарства: мед, гриби, ягоди, дичину, дьоготь, домашню худобу, птицю, бондарські та гончарні вироби.

## Історія
Територія нинішнього Ямпільського району була заселена ще в сиву давнину. Про це свідчать знайдені археологами рештки поселень, посуд, наконечники стріл, якими користувались в епоху переходу від каменю до бронзи.
Ямпільщину оточують давньоруські міста: Путивль, Новгород-Сіверський, Рильськ, Глухів. Саме тут збирав новгород-сіверський князь Ігор Святославович військо для походу на половців, описаного в «Слові о полку Ігоревім».
Пізніше, в XVI-XVIII століттях, у цій місцевості виникають перші «буди» й «гути», де виготовляють дьоготь, поташ та скляні вироби. Так, Шатрище, Марчихину Буду, а згодом і Папірню можна вважати першими промисловими пунктами краю. Ремісництво у феодальні часи поширюється в Ямполі, Орлівці: ткацтво, бондарство, виготовлення вовняних робів. Це сприяло розвиткові торгівлі. На ярмарках, здебільшого, продавали й купували товари натурального господарства, бондарські та гончарні вироби.
В середині XVIII століття в Ямполі розквартировується козацька сотня Ніжинського полку. До сіл полку належали Орлівка, Свеса, Грем'ячка, Імшана, Усок, Паліївка, Білиця.
У 1850—1870 роках у Свесі та Хуторі-Михайлівському виникають цукрові заводи, майстерні. На базі Московсько-Київської залізниці будуються залізничне депо, мости.
Своїми глибокими культурно-історичними традиціями відзначається село Воздвиженське, де у 1889 році Микола Непюєв заснував особливу сільськогосподарську общину — Хрестовоздвиженське Трудове Братство, яке успішно функціонувало протягом кількох десятиліть і стало унікальним явищем історії слов'янських народів.
Статусу районного центру Ямпіль набув у 1923 році — спочатку Новгород-Сіверської округи Чернігівської губернії, Глухівської (з 1925 р.), Конотопської округи (13.06 - 15.09.1930 р.), Чернігівської області (з 1932 р.), потім з 1939 року Сумської області.
Населення району постраждало від акту геноциду, проведеного урядом СРСР у 1932-33 роках проти українського населення. Людські втрати від терору голодом перевищують жертви німецької окупаційної адміністрації в період Другої Світової війни.
За два роки окупації під час німецько-радянської війни вбито 580 жителів краю, а 300 — добровільно та силою відправили на різні роботи до Німеччини.
Боротьбою в тилу ворога керував Ямпільський підпільний райком партії (організатори геноциду), котрий діяв з жовтня по травень 1943 року. Його очолив Д. Д. Красняк, який разом з членами райкому С. М. Гнибідою та І. Г. Макаренком створили в Хінельському лісі партизанський загін. З лютого 1942 року партизанський загін став називатися «За Батьківщину». Влітку 1942 року в ньому нараховувалося 250 чоловік, а в листопаді — 432 чоловіки. У селах району було створено розгалужену мережу явок і підпільних груп. У березні 1943 року Ямпіль був реокупований регулярними частинами Червоної Армії, до яких приєдналися й партизани. Проте 20 березня радянські війська були змушені відступити. Ямпільчани знову відродили партизанський загін. У травні-червні в Брянських лісах у межиріччі Десни та Неруси точилися запеклі бої. Там загинула майже половина бійців Ямпільського партизанського загону, серед яких були командир С. М. Гнибіда та комісар Д. Д. Красняк.

## Адміністративний устрій
Район адміністративно-територіально поділяється на 1 міську раду, 2 селищні ради та 13 сільських рад, які об'єднують 61 населений пункт та підпорядковані Ямпільській районній раді.

## Політика
25 травня 2014 року відбулися Президентські вибори України. У межах Ямпільського району було створено 30 виборчих дільниць. Явка на виборах складала — 54,14 % (проголосували 10 836 із 20 013 виборців). Найбільшу кількість голосів отримав Петро Порошенко — 48,48 % (5 253 виборців); Юлія Тимошенко — 11,59 % (1 256 виборців), Сергій Тігіпко — 8,80 % (954 виборців), Олег Ляшко — 5,87 % (636 виборців), Петро Симоненко — 5,37 % (582 виборців). Решта кандидатів набрали меншу кількість голосів. Кількість недійсних або зіпсованих бюлетенів — 1,79 %.

## Економіка
У 1850—1870 роках у Свесі та Хуторі-Михайлівському виникають цукрові заводи, майстерні. На базі Московсько-Київської залізниці будуються залізничне депо, мости.
Своїми глибокими культурно-історичними традиціями відзначається одне з сіл району — Воздвиженське, де у 1889 році нащадок давнього шляхетського роду, громадський діяч, педагог і мислитель М. М. Неплюєв заснував особливу сільськогосподарську общину — Хрестовоздвиженське Трудове Братство, яке успішно функціонувало протягом кількох десятиліть і стало унікальним явищем в історії.

### Сучасна економіка
Ямпільський район — прикордонні й митні ворота України. У місті Дружба й смт Ямпіль дислокуються загони прикордонних військ, діє Хутір-Михайлівський митний пост Глухівської митниці. Промисловість представлена чотирма підприємствами, найбільше з яких — ВАТ «Свеський насосний завод» та тридцятьма малими підприємствами.
Багатство району — ліси. Показник лісистості найбільший по області-31,2 %. Веденням лісового господарства займається Свеський держлісгосп, який об'єднує 5 лісництв, Ямпільський агролісгосп.
В сільському господарстві району на засадах приватної власності працюють 15 сільськогосподарських підприємств, з них: 12 — товариств з обмеженою відповідальністю, 3 — приватні підприємства. Крім того, в районі функціонує 28 фермерських господарств. Всіма категоріями господарств у 2006 році було засіяно 14,9 тис. га ріллі, не використано — 22 тис. га, або 59,6 %.
За 2006 рік всіма категоріями господарств вироблено валової продукції в порівняльних цінах на суму 49,6 млн грн., в тому числі по сільськогосподарських підприємствах — 6,7 млн грн., що залишається на рівні аналогічного періоду минулого року.

## Населення
Розподіл населення за віком та статтю (2001):
| Стать | Всього | До 15 років | 15-24 | 25-44 | 45-64 | 65-85 | Понад 85 |
| --- | ------ | ----------- | ----- | ----- | ----- | ----- | -------- |
| Чоловіки | 13 771 | 2347        | 1898  | 4001  | 3623  | 1842  | 60       |
| Жінки | 16 664 | 2279        | 1657  | 3963  | 4263  | 4115  | 387      |
| \| Статево-вікова піраміда \| Статево-вікова піраміда \| Статево-вікова піраміда \| \| ----------------------- \| ----------------------- \| ----------------------- \| \| Чоловіки \| Вік \| Жінки \| \| 60 \| 85 + \| 387 \| \| 123 \| 80-84 \| 459 \| \| 382 \| 75-79 \| 1135 \| \| 679 \| 70-74 \| 1402 \| \| 658 \| 65-69 \| 1119 \| \| 943 \| 60-64 \| 1370 \| \| 520 \| 55-59 \| 605 \| \| 1039 \| 50-54 \| 1038 \| \| 1121 \| 45-49 \| 1250 \| \| 1170 \| 40-44 \| 1145 \| \| 997 \| 35-39 \| 969 \| \| 850 \| 30-34 \| 914 \| \| 984 \| 25-29 \| 935 \| \| 989 \| 20-24 \| 877 \| \| 909 \| 15-20 \| 780 \| \| 1013 \| 10-14 \| 989 \| \| 752 \| 5-9 \| 747 \| \| 582 \| 0-4 \| 543 \| |        |             |       |       |       |       |          |
| Статево-вікова піраміда |        |             |       |       |       |       |          |
| Чоловіки | Вік    | Жінки       |       |       |       |       |          |
| 60 | 85 +   | 387         |       |       |       |       |          |
| 123 | 80-84  | 459         |       |       |       |       |          |
| 382 | 75-79  | 1135        |       |       |       |       |          |
| 679 | 70-74  | 1402        |       |       |       |       |          |
| 658 | 65-69  | 1119        |       |       |       |       |          |
| 943 | 60-64  | 1370        |       |       |       |       |          |
| 520 | 55-59  | 605         |       |       |       |       |          |
| 1039 | 50-54  | 1038        |       |       |       |       |          |
| 1121 | 45-49  | 1250        |       |       |       |       |          |
| 1170 | 40-44  | 1145        |       |       |       |       |          |
| 997 | 35-39  | 969         |       |       |       |       |          |
| 850 | 30-34  | 914         |       |       |       |       |          |
| 984 | 25-29  | 935         |       |       |       |       |          |
| 989 | 20-24  | 877         |       |       |       |       |          |
| 909 | 15-20  | 780         |       |       |       |       |          |
| 1013 | 10-14  | 989         |       |       |       |       |          |
| 752 | 5-9    | 747         |       |       |       |       |          |
| 582 | 0-4    | 543         |       |       |       |       |          |

Національний склад населення за даними перепису 2001 року:
| Національність | Кількість осіб | Відсоток |
| -------------- | -------------- | -------- |
| українці       | 28119          | 92,37 %  |
| росіяни        | 2008           | 6,60 %   |
| білоруси       | 107            | 0,35 %   |
| цигани         | 77             | 0,25 %   |
| молдовани      | 21             | 0,07 %   |
| інші           | 110            | 0,36 %   |

Мовний склад населення за даними перепису 2001 року:
| Мова       | Кількість осіб | Відсоток |
| ---------- | -------------- | -------- |
| українська | 25123          | 82,53 %  |
| російська  | 5143           | 16,89 %  |
| циганська  | 68             | 0,22 %   |
| білоруська | 39             | 0,13 %   |
| вірменська | 12             | 0,04 %   |
| інші       | 57             | 0,19 %   |

Населення району 25 936 осіб (на 2011), у тому числі: міське — 17 046, сільське — 8 890.
Станом на січень 2015 року кількість мешканців району становила 24 199 осіб, з них міського населення — 16 272 (Ямпіль, Дружба та Свеса), сільського — 7 927 осіб.

## Освіта
У районі функціонують 22 загальноосвітні школи, в яких навчаються 2,7 тис. дітей, 5 дитячих дошкільних закладів, станція юних натуралістів, дитячо-юнацька спортивна школа, районний Центр дитячої та юнацької творчості. У 1999 році на базі Свеської загальноосвітньої школи № 2 I-III ступенів відкрито ліцей. Одержати середню спеціальну та професійну освіту молодь має можливість у Свеському аграрному ліцеї.

## Медицина
Центральна районна, дві дільничні лікарні, одна амбулаторія загальної практики — сімейної медицини, дві сільські лікарські амбулаторії, вісім фельдшерсько-акушерських пунктів і шість фельдшерських пунктів. В районі діє лікарняна каса, членами якої є 1142 особи, (4,1 % населення району).

## Культура
У районі працюють 19 клубних закладів, 21 бібліотека, дитяча музична школа та 2 її філіали, історико-меморіальний музей «Трудове братство М. М. Неплюєва». На території району діє 11 релігійних громад Української православної церкви Московського патріархату, три громади Церкви євангелістів християн-баптистів, три нетрадиційні релігійні общини. Релігійні громади Української православної церкви Московської патріархії мають 10 храмів. 19 серпня 2001 року до 10-ї річниці Незалежності України у селищі Ямпіль було побудовано Спасо-Преображенський храм.
У Ямпільському районі Сумської області на обліку перебуває 53 пам'ятки історії.
У Ямпільському районі Сумської області на обліку перебуває 4 пам'ятки архітектури.

## Персоналії
Ямпільщина багата і щедра на видатних людей, які своїми талантами і невтомною працею зробили значний внесок у розвиток науки і культури:
- Олександр Богомазов — всесвітньо відомий художник, «український Пікассо»;
- С. І. Набоко — доктор геолого—мінералогічних наук, професор;
- Л. С. Пахомова — кандидат технічних наук, заслужений винахідник УРСР;
- С. Ф. Черненко — селекціонер — садівник, академік АН СРСР, професор, Герой Соціалістичної праці (1966);
- І. Т. Швець — доктор технічних наук, академік, ректор Київського університету ім. Т. Г. Шевченка;
- Г. Ф. Гришило — кандидат біологічних наук, професор;
- Н. С. Солодовник — генерал-лейтенант, військовий аташе Радянського посольства у Німеччині, випускник Кембриджського університету;
- Микола Неплюєв — богослов, громадський діяч, педагог і мислитель.
- Я. П. Головач — Герой Радянського Союзу